# Akgul Amanmuradova
Akgul Amanmuradova (Tashkent, 23 giugno 1984) è una tennista uzbeka, a lungo in ranking prima tra le connazionali.

## Biografia
La sua carriera da professionista è iniziata nel 2000, con una wild card nel torneo di Tashkent: vi è uscita al primo turno, così come nelle successive edizioni fino al 2004.
Nel 2002 ha vinto il suo primo titolo ITF in doppio con Kateryna Bondarenko. Ha raggiunto la sua prima finale in singolo nel circuito WTA nel 2005 a Tashkent venendo poi sconfitta dall'olandese Michaëlla Krajicek.
Nel 2003 ha vinto la medaglia di bronzo alle Universiadi.
Nel 2008 ha preso parte alle Olimpiadi come singolarista, dove è stata eliminata al primo turno.
Il suo primo titolo WTA in doppio l'ha vinto con Ai Sugiyama, sconfiggendo le australiane Samantha Stosur e Rennae Stubbs nel 2009.
Era arrivata nella finale di singolo di Tashkent nel 2009 ma ha poi perso contro l'israeliana Shahar Peer.
Nel 2011 ha vinto il suo secondo titolo WTA in doppio con la giocatrice di Taipei Chia-Jung Chuang sconfiggendo in finale la sudafricana Natalie Grandin e la ceca Vladimíra Uhlířová.

## Stile di gioco
È attualmente la giocatrice di tennis professionista più alta del mondo.
Grazie al suo fisico imponente e massiccio, caratterizzato da un'altezza di 190 cm ed un peso di 85 kg, riesce spesso a prevalere sulle avversarie (quasi sempre molto più minute di lei) nella copertura del campo. Sempre grazie a questa sua caratteristica, ha una grandissima forza nelle lunghe e possenti leve: le braccia le permettono di fare tiri potenti e veloci, e le gambe le permettono di avere una solida presa sul terreno. Data la sua gigantesca mole, tuttavia, è anche molto lenta, macchinosa e poco agile nei movimenti, cosa che in questo caso avvantaggia le avversarie più minute, a suo svantaggio. Sopperisce ad una scarsa mobilità da fondo campo grazie alla potenza del suo servizio e del dritto in top-spin. Gioca un rovescio a due mani, ma spesso stacca la mano sinistra dalla racchetta per effettuare rovesci tagliati.
Date la sua enorme stazza, è soprannominata "la gigantessa uzbeka".

## Statistiche WTA

### Singolare

#### Sconfitte (2)
| Legenda: Prima del 2009 | Legenda: Dal 2009     |
| ----------------------- | --------------------- |
| Grande Slam (0)         |                       |
| Argenti Olimpici (0)    |                       |
| WTA Finals (0)          |                       |
| Tier I (0)              | Premier Mandatory (0) |
| Tier II (0)             | Premier 5 (0)         |
| Tier III (0)            | Premier (0)           |
| Tier IV (1)             | International (1)     |
| Tier V (1)              | WTA 125s (0)          |

| N. | Data              | Torneo                      | Superficie | Avversaria         | Punteggio     |
| 1. | 9 ottobre 2005    | Tashkent Open, Tashkent     | Cemento    | Michaëlla Krajicek | 0-6, 6-4, 3-6 |
| 2. | 27 settembre 2009 | Tashkent Open, Tashkent (2) | Cemento    | Shahar Peer        | 3-6, 4-6      |

### Doppio

#### Vittorie (2)
| Legenda               |
| --------------------- |
| Grande Slam (0)       |
| Ori Olimpici (0)      |
| WTA Finals (0)        |
| Premier Mandatory (0) |
| Premier 5 (0)         |
| Premier (1)           |
| International (1)     |
| WTA 125s (0)          |

| N. | Data           | Torneo                                   | Superficie  | Partner          | Avversarie                         | Punteggio        |
| 1. | 20 giugno 2009 | AEGON International, Eastbourne          | Erba        | Ai Sugiyama      | Samantha Stosur Rennae Stubbs      | 6-4, 6-3         |
| 2. | 21 maggio 2011 | Internationaux de Strasbourg, Strasburgo | Terra rossa | Chuang Chia-jung | Natalie Grandin Vladimíra Uhlířová | 6-4, 5-7, [10-2] |

#### Sconfitte (2)
| Legenda               |
| --------------------- |
| Grande Slam (0)       |
| Argenti Olimpici (0)  |
| WTA Finals (0)        |
| Premier Mandatory (0) |
| Premier 5 (0)         |
| Premier (0)           |
| International (2)     |
| WTA 125s (0)          |

| N. | Data              | Torneo                    | Superficie | Partner           | Avversarie                        | Punteggio        |
| 1. | 23 settembre 2012 | Hansol Korea Open, Seul   | Cemento    | Vania King        | Raquel Kops-Jones Abigail Spears  | 6-2, 2-6, [8-10] |
| 2. | 3 febbraio 2013   | PTT Pattaya Open, Pattaya | Cemento    | Aleksandra Panova | Kimiko Date-Krumm Casey Dellacqua | 3-6, 2-6         |

## Statistiche ITF

### Singolare

#### Vittorie (10)
| Torneo $100.000 (0) |
| Torneo $80.000 (0)  |
| Torneo $75.000 (0)  |
| Torneo $60.000 (0)  |
| Torneo $50.000 (0)  |
| Torneo $25.000 (4)  |
| Torneo $15.000 (0)  |
| Torneo $10.000 (6)  |

| N.  | Data              | Torneo                                          | Superficie  | Avversaria in finale | Punteggio     |
| 1.  | 6 aprile 2003     | ITF Women's Circuit Mumbai, Mumbai              | Cemento     | Rushmi Chakravarthi  | 6–4, 3–6, 7–5 |
| 2.  | 21 giugno 2003    | ITF Incheon Women's Challenger Tennis, Incheon  | Cemento     | Khoo Chin-bee        | 7–5, 6–1      |
| 3.  | 9 novembre 2003   | ITF Women's Circuit Mumbai, Mumbai              | Cemento     | Isha Lakhani         | 6–2, 6-3      |
| 4.  | 16 novembre 2003  | NECC ITF International Women's Tournament, Pune | Cemento     | Meghha Vakaria       | 7-5, 6-3      |
| 5.  | 22 agosto 2004    | Coimbra University Ladies Open, Coimbra         | Cemento     | Irina Kotkina        | 6-2, 6-3      |
| 6.  | 30 ottobre 2004   | NECC ITF International Women's Tournament, Pune | Cemento     | Rushmi Chakravarthi  | 6–0, 7–6(5)   |
| 7.  | 4 dicembre 2004   | ITF Women's Circuit Bangkok, Bangkok            | Cemento     | Napaporn Tongsalee   | 6-2, 6-3      |
| 8.  | 24 marzo 2007     | ITF Women's Circuit Mumbai, Mumbai              | Cemento     | Stefanie Vögele      | 6–0, 7–5      |
| 9.  | 1º giugno 2014    | Bukhara Womens, Bukhara                         | Cemento     | Veronika Kapšaj      | 6-3, 7-5      |
| 10. | 1º settembre 2019 | Almaty Women's, Almaty                          | Terra rossa | Valerija Juščenko    | 6-4, 6-2      |

### Doppio

#### Vittorie (16)
| Torneo $100.000 (1) |
| Torneo $80.000 (0)  |
| Torneo $75.000 (1)  |
| Torneo $60.000 (1)  |
| Torneo $50.000 (0)  |
| Torneo $25.000 (6)  |
| Torneo $15.000 (0)  |
| Torneo $10.000 (7)  |

| N.  | Data             | Torneo                                          | Superficie  | Partner                 | Avversarie                                  | Punteggio         |
| 1.  | 8 dicembre 2002  | NECC ITF International Women's Tournament, Pune | Cemento     | Kateryna Bondarenko     | Sania Mirza Radhika Tulpule                 | 6–3, 7-6(1)       |
| 2.  | 9 febbraio 2003  | ITF Women's Circuit Chennai, Chennai            | Cemento     | Ivanna Israilova        | Rushmi Chakravarthi Sai Jayalakshmy Jayaram | 6-4, 6-1          |
| 3.  | 31 marzo 2003    | ITF Women's Circuit Mumbai, Mumbai              | Cemento     | Khoo Chin-bee           | Rushmi Chakravarthi Sai Jayalakshmy Jayaram | 6-2, 6-2          |
| 4.  | 27 giugno 2004   | Future Alkmaar, Alkmaar                         | Cemento     | Kika Hogendoorn         | Kelly de Beer Eva Pera                      | 6–2, 6–2          |
| 5.  | 22 agosto 2004   | Coimbra University Ladies Open, Coimbra         | Cemento     | Irina Kotkina           | Sarah Raab Sandra Volk                      | 2–6, 6–1, 6–1     |
| 6.  | 24 ottobre 2004  | NECC ITF International Women's Tournament, Pune | Cemento     | Sai Jayalakshmy Jayaram | Wilawan Choptang Thassha Vitayaviroj        | 6–3, 4–6, 6–3     |
| 7.  | 1º novembre 2004 | ITF Women's Circuit Mumbai, Mumbai              | Cemento     | Sai Jayalakshmy Jayaram | Maria Abramović Hana Šromová                | 4–6, 6–4, 6–4     |
| 8.  | 4 dicembre 2004  | ITF Women's Circuit Bangkok, Bangkok            | Cemento     | Napaporn Tongsalee      | Hwang I-hsuan Nudnida Luangnam              | 6-4, 6-4          |
| 9.  | 28 maggio 2005   | Chang ITF Thailand Pro Circuit Phuket, Phuket   | Cemento     | Napaporn Tongsalee      | Monique Adamczak Annette Kolb               | 6-1, 6-1          |
| 10. | 23 marzo 2007    | ITF Women's Circuit Mumbai, Mumbai              | Cemento     | Nina Bratčikova         | Ol'ga Panova Stefanie Vögele                | 6-2, 6-3          |
| 11. | 4 luglio 2009    | International Country Cuneo, Cuneo              | Terra rossa | Dar'ja Kustova          | Petra Cetkovská Mathilde Johansson          | 5–7, 6–1 [10–7]   |
| 12. | 29 ottobre 2012  | AEGON Pro Series Barnstaple, Barnstaple         | Cemento (i) | Vesna Dolonc            | Aljaksandra Sasnovič Diāna Marcinkēviča     | 6-3, 6-1          |
| 13. | 14 luglio 2017   | Moscow Open, Mosca                              | Terra rossa | Valentina Ivachnenko    | Ilona Kramen' Irina Šjmanovič               | 6–4, 6–2          |
| 14. | 22 giugno 2018   | ITF Women's Open Klosters, Klosters             | Terra rossa | Ekaterine Gorgodze      | Lucie Hradecká Yuki Naito                   | 6–2, 6–3          |
| 15. | 2 novembre 2019  | Open GDF SUEZ Nantes Atlantique, Nantes         | Cemento (i) | Ekaterine Gorgodze      | Vivian Heisen Jana Sizikova                 | 7-6(2), 6-3       |
| 16. | 29 maggio 2021   | Liepaja Open, Liepāja                           | Terra rossa | Valentina Ivachnenko    | Valentini Grammatikopoulou Šalimar Talbi    | 6-3, 3-6, [13-11] |

#### Non disputate (1)
| Torneo $100.000 (0) |
| Torneo $80.000 (0)  |
| Torneo $75.000 (0)  |
| Torneo $60.000 (0)  |
| Torneo $50.000 (1)  |
| Torneo $25.000 (0)  |
| Torneo $15.000 (0)  |
| Torneo $10.000 (0)  |

| N. | Data           | Torneo           | Superficie  | Partner           | Rivali in finale                  | Risultato |
| 1. | 16 luglio 2016 | Bursa Cup, Bursa | Terra rossa | Natela Dzalamidze | Ekaterine Gorgodze Sofia Šapatava | N.D.      |

## Risultati in progressione
| Sigla | Risultato               |
| ----- | ----------------------- |
| V     | Vincitore               |
| F     | Finalista               |
| SF    | Semifinalista           |
| O     | Oro olimpico            |
| A     | Argento olimpico        |
| SF    | Bronzo olimpico         |
| QF    | Quarti di Finale        |
| 4T    | Quarto turno            |
| 3T    | Terzo turno             |
| 2T    | Secondo turno           |
| 1T    | Primo turno             |
| RR    | Round Robin             |
| LQ    | Turno di qualificazione |
| A     | Assente                 |
| ND    | Non disputato           |

| Legenda superfici    |
| -------------------- |
| Cemento              |
| Terra battuta        |
| Erba                 |
| Superficie variabile |

### Singolare nei tornei del Grande Slam
| Torneo          | 2006 | 2007 | 2008 | 2009 | 2010 | 2011 | 2012 | 2013 | 2014 | 2015 | V--S  |
| --------------- | ---- | ---- | ---- | ---- | ---- | ---- | ---- | ---- | ---- | ---- | ----- |
| Australian Open | 2T   | A    | 1T   | 2T   | 1T   | 1T   | A    | 2T   | A    | A    | 3-6   |
| Open di Francia | A    | 2T   | 2T   | 2T   | 3T   | 1T   | A    | A    | A    | A    | 5-5   |
| Wimbledon       | A    | A    | 1T   | 1T   | 1T   | 1T   | 1T   | A    | A    | A    | 0-5   |
| US Open         | A    | A    | 1T   | A    | 2T   | 3T   | 1T   | A    | A    |      | 3-4   |
| Totale          | 1-1  | 1-1  | 1-4  | 2-3  | 3-4  | 2-4  | 0-2  | 1-1  | 0-0  | 0-0  | 11-20 |

### Doppio nei tornei del Grande Slam
| Torneo          | 2006 | 2007 | 2008 | 2009 | 2010 | 2011 | 2012 | 2013 | 2014 | 2015 | V--S |
| --------------- | ---- | ---- | ---- | ---- | ---- | ---- | ---- | ---- | ---- | ---- | ---- |
| Australian Open | A    | A    | A    | 2T   | 1T   | 1T   | 1T   | A    | A    | A    | 1-4  |
| Open di Francia | A    | A    | 1T   | 1T   | 1T   | 1T   | 2T   | A    | A    | A    | 1-5  |
| Wimbledon       | A    | A    | 3T   | 1T   | 3T   | 1T   | 1T   | A    | A    | A    | 4-5  |
| US Open         | A    | A    | 1T   | 1T   | 1T   | 2T   | 1T   | A    | A    |      | 1-5  |
| Totale          | 0-0  | 0-0  | 2-3  | 1-4  | 2-4  | 1-4  | 1-4  | 0-0  | 0-0  |      | 7-19 |

### Doppio misto nei tornei del Grande Slam
| Torneo          | 2006 | 2007 | 2008 | 2009 | 2010 | 2011 | 2012 | 2013 | 2014 |
| --------------- | ---- | ---- | ---- | ---- | ---- | ---- | ---- | ---- | ---- |
| Australian Open | A    | A    | A    | A    | 2T   | A    | A    | A    | A    |
| Open di Francia | A    | A    | A    | A    | 1T   | A    | A    | A    | A    |
| Wimbledon       | A    | A    | A    | A    | A    | A    | A    | A    | A    |
| US Open         | A    | A    | A    | 1T   | A    | A    | A    | A    | A    |

## Vittorie contro giocatrici Top 10
| Stagione | 2010 | Totale |
| Vittorie | 1    | 1      |

| #    | Giocatrice      | Ranking | Evento                      | Superficie | Turno | Punteggio   | Rank. AAR |
| ---- | --------------- | ------- | --------------------------- | ---------- | ----- | ----------- | --------- |
| 2010 |                 |         |                             |            |       |             |           |
| 1.   | Jelena Janković | 2       | Cincinnati Open, Cincinnati | Cemento    | 3T    | 7-6(3), 6-4 | 114       |